# لوئیز وینایس
لوئیز وینایس (پرتغالی: Luiz Vinhaes; ۱۰ دسامبر ۱۸۹۶ – ۳ آوریل ۱۹۶۰) مربی فوتبال اهل برزیل بود.
وی در جام جهانی فوتبال ۱۹۳۴ سرمربی تیم ملی فوتبال برزیل بوده است.